# Marcin Matczak
Marcin Stanisław Matczak (ur. 23 marca 1976 w Wodzisławiu Śląskim) – polski prawnik, radca prawny, profesor nauk społecznych w dyscyplinie nauki prawne, specjalista w zakresie teorii i filozofii prawa, profesor na Wydziale Prawa i Administracji Uniwersytetu Warszawskiego.

## Życiorys
W 1994 roku zdał maturę w I Liceum Ogólnokształcącym im. Tadeusza Kościuszki w Gorzowie Wielkopolskim. Absolwent Wydziału Prawa, Administracji i Ekonomii Uniwersytetu Wrocławskiego, gdzie w 2002 r. uzyskał, na podstawie rozprawy pt. Kompetencja organu administracji publicznej. Analiza teoretyczno-prawna, stopień doktora nauk prawnych w zakresie prawa, specjalność: teoria prawa (promotor: Andrzej Bator). Praca ta otrzymała w 2002 roku nagrodę główną Fundacji im. Zygmunta Ziembińskiego dla najlepszej pracy doktorskiej z zakresu teorii prawa.
W latach 2005–2009 pełnił funkcję Research Associate Fellow w Centre for Socio-Legal Studies Uniwersytetu Oksfordzkiego, gdzie prowadził wraz z prof. Denisem Galliganem badania empiryczne nad formalizmem w orzecznictwie sądów w krajach postkomunistycznych.
W 2011 r. na Wydziale Prawa i Administracji UW, na podstawie dorobku naukowego oraz rozprawy pt. Summa iniuria. O błędzie formalizmu w stosowaniu prawa, otrzymał stopień doktora habilitowanego nauk prawnych w zakresie prawa. Jego praca habilitacyjna otrzymała nagrodę im. Leona Petrażyckiego, przyznawaną przez I Wydział Nauk Społecznych PAN dla najlepszej publikacji z zakresu prawa. 
Został adiunktem w Instytucie Nauk o Państwie i Prawie tego Wydziału, a następnie profesorem nadzwyczajnym UW (od 2019 stanowisko profesora uczelni UW). W 2021 r. postanowieniem prezydenta RP Andrzeja Dudy otrzymał tytuł profesora nauk społecznych w dyscyplinie nauki prawne za osiągnięcie naukowe w postaci monografii "Imperium tekstu. Prawo jako postulowanie i urzeczywistnianie świata możliwego". Monografia  ta została nagrodzona w 2020 roku nagrodą im. Mikołaja Kopernika, przyznawaną przez Polską Akademię Umiejętności w Krakowie dla najlepszej publikacji w zakresie prawa w latach 2015-2020 oraz nagrodę im. Leona Petrażyckiego I Wydziału Nauk Społecznych PAN dla najlepszej pracy naukowej w zakresie prawa.
Specjalista w zakresie prawa publicznego, języka prawnego, teorii interpretacji prawniczej i sądowego stosowania prawa. Autor wniosków o stwierdzenie niekonstytucyjności do Trybunału Konstytucyjnego i pełnomocnik występujący w postępowaniu przed Trybunałem. Jako radca prawny specjalizuje się w prawie konstytucyjnym i administracyjnym, w szczególności w regulacjach prawa medycznego, farmaceutycznego i żywnościowego. Jest partnerem w kancelarii Domański Zakrzewski Palinka.
Członek Zespołu Ekspertów Prawnych Fundacji im. Stefana Batorego, Stowarzyszenia im. Prof. Zbigniewa Hołdy, Rady Programowej Archiwum Osiatyńskiego. W 2017 r. otrzymał Nagrodę Fundacji im. Janiny Paradowskiej i Jerzego Zimowskiego za "konsekwentną obronę praworządności i prawa człowieka, prowadzoną od lat edukację społeczną, propagowanie wartości konstytucyjnych oraz za zawodową kompetencję i odwagę cywilną".
Od początku kryzysu wokół Trybunału Konstytucyjnego w 2015 r. regularnie występuje w mediach oraz na spotkaniach jako publicysta, komentator i ekspert ds. konstytucyjnych, będąc określanym jako „jeden z największych krytyków działań Prawa i Sprawiedliwości”. Prezentował zagadnienia związane z polskim kryzysem konstytucyjnym w wywiadach udzielanych mediom krajowym i zagranicznym, między innymi TVP Info, TVN 24, RMF FM, Radio ZET, TOK FM, Super Express, Die Zeit, The Guardian i The Economist, a także w czasie wykładów na uczelniach w Polsce i na świecie, między innymi w Wolfson College Uniwersytetu Oksfordzkiego. W czasach polskiego kryzysu konstytucyjnego opublikował także kilkanaście artykułów na Verfassungsblog.de, wyjaśniając zawiłości sporu o praworządność publiczności międzynarodowej.
Od 2019 r. pod nazwą Profesor Matczak prowadzi popularyzujący prawoznawstwo kanał w serwisie YouTube, a od 2020 r. podcast o tej samej nazwie. Jako publicysta współpracował z Tygodnikiem Powszechnym. W 2020 roku został felietonistą „Gazety Wyborczej”. W 2021 roku na antenie internetowej rozgłośni Halo.Radio nadawane były jego autorskie felietony.
Po tym jak prezydent Andrzej Duda nadał mu tytuł profesora nauk społecznych w dyscyplinie nauki prawne, Marcin Matczak poinformował w oświadczeniu, że nie zjawi się na uroczystości wręczenia nominacji w Pałacu Prezydenckim, co uzasadnił, pisząc: „Szczególnie teraz jestem zobowiązany pozostać wierny wartościom, które są bliskie każdemu prawnikowi: wierności Konstytucji i szacunkowi dla prawa. Pana działania w ostatnich latach były, niestety, zaprzeczeniem tych wartości (...) Nie mogę pozwolić na to, aby uściśnięcie Pana dłoni zostało odebrane jako choćby cień akceptacji dla tych działań. To są sprawy absolutnie najważniejsze i mam nadzieję, że jako człowiek i prawnik Pan to rozumie, nawet jeśli jako polityk poszedł Pan na nieakceptowalne kompromisy”.
W 2024 został laureatem konkursu Fundacji Fulbrighta (Fulbright Senior Award), programu stypendialnego dla badaczy z istotnym dorobkiem naukowym na prowadzenie samodzielnych projektów badawczych na uczelniach amerykańskich.
W styczniu 2024 został współpracownikiem Kanału Zero. 7 lutego 2024 zainaugurował traktujący o prawie program „Niepoprawnik”, który współprowadzi z Bogusławem Leśnodorskim.

## Poglądy
Marcin Matczak identyfikuje się jako liberał. W duchu tym nie zgadzał się on m.in. z krytyką kształtu współczesnego rynku pracy przez przedstawicieli tzw. nowej lewicy, mówiąc, że wątpi „aby tacy ludzie byli gotowi pracować po 16 godzin na dobę, żeby osiągnąć sukces”. Choć przyznaje, że kultura pracy po kilkanaście godzin na dobę, powszechna wśród przedstawicieli jego pokolenia, powodowana była w dużej mierze chęcią naprawy świata zastanego po okresie PRL-u, to jednak jego krytycy uznają, że uważa, że tak jak w latach 90., tak i dzisiaj, główną receptą na poprawę sytuacji materialnej jednostki jest dłuższa i bardziej wytężona praca.
W wywiadzie dla Gazety Wyborczej Matczak wyjaśnił, że dostrzega współcześnie "upadek etosu samodoskonalenia”, a ta obserwacja "wypływa z walki idei pomiędzy liberałami a lewicą. Dążenie, by stać się lepszą wersją siebie, jest podstawą myśli liberalnej (…) Ta liberalna idea zderza się z ideą lewicową, wedle której wezwanie do ciągłego samodoskonalenia się jest formą opresji. Nikt nie może narzucać normy, do której powinno się dosięgnąć, bo taka norma jest przymusem".
Bywa nazywany przez niektórych „polskim Jordanem Petersonem”. Publicznie uznaje za wartościowe jego prace dotyczące doniosłości dawnych opowieści mitologicznych i religijnych dla współczesnego człowieka i popiera stanowisko, że "zapomnieliśmy o znaczeniu starych opowieści, które są skondensowaną ludzką mądrością. Jednocześnie Matczak przyznaje, że „ma z nim duży problem”, ze względu na wypowiedzi kanadyjskiego badacza dotyczące takich tematów jak szczepienia czy wojna na Ukrainie.
Matczak jest zaangażowany w nawoływanie do dialogu między różnymi stronami sceny politycznej, twierdząc, że „polaryzacja społeczeństwa jest niebezpieczeństwem, dlatego trzeba robić wszystko, aby rozmawiać”, zaś „wykluczanie z rozmowy to najgorsze, co może się zdarzyć”. Argumentuje, że upadek religii pozbawił współczesne społeczeństwa moralnej spoistości i dlatego stoi ono wobec wyzwania, co ma tę spoistość zastąpić. W publikacjach wskazuje, że problemem współczesnego świata jest upadek rytuałów, czemu dał wyraz w głośnym eseju o świętach Bożego Narodzenia, gdzie pisał, że zarówno ateiści, jak i wielu katolików przeżywa wyzbyte sensu „ateistyczne święta", będące jedynie "przerwą od pracy, którą wypełnia się konsumpcją, dzisiaj głównie konsumpcją emocji". Takie święta stanowią według Matczaka "samooszukiwanie się człowieka zagubionego w sekularnym do cna świecie”:  

Zatopieni w konsumpcji, bez szans na pełną uważności kontemplację (niby czego?), skazani na pornografię autoprezentacji, bez rytuałów i prawdziwego świętowania pozostaniemy ludźmi komunikującymi się z samym sobą w mediach społecznościowych, które są jak studnie: odbija się w nich echo naszego własnego głosu. I tak powoli będziemy się przekształcać w społeczeństwo TikToka – ludzi z własnymi, wyizolowanymi kanałami prezentowania się światu, w ramach których będziemy nieudolnie ruszać ustami do tekstów, które w danej chwili są najbardziej popularne. Bez wspólnoty, bez głębi myślenia, bez tajemnicy, bez ciszy, bez sacrum.

## Życie prywatne
Pochodzi ze Sławy, tak jak i jego żona Arletta Śliwińska-Matczak, która prowadzi szkołę języków obcych. Ich syn Michał Matczak (ur. 2000) został raperem występującym pod muzycznym pseudonimem „Mata”. Jest katolikiem.

## Publikacje książkowe
- Kompetencja organu administracji publicznej, Kraków: Zakamycze, 2004, ISBN 83-7333-440-8.
- Summa iniuria. O błędzie formalizmu w stosowaniu prawa, Warszawa: Wydawnictwo Naukowe Scholar, 2007, ISBN 978-83-7383-257-2.
- The pharmaceutical law and the act on the reimbursement of medicines, foodstuffs intended for particular nutritional uses and medical devices = Prawo farmaceutyczne i ustawa o refundacji leków, środków spożywczych specjalnego przeznaczenia żywieniowego oraz wyrobów medycznych, tłum. Ewa Kucharska, Michele Le Mauviel; pod kier. Marcina Matczaka, Warszawa: Wydawnictwo C.H. Beck, 2013, ISBN 978-83-255-5472-9.
- Raport z analizy systemu prawnego i zakresu możliwości wprowadzenia w nim zmian w kontekście mainstreamingu produktu w ramach projektu „Trener pracy jako sposób na zwiększenie zatrudnienia osób niepełnosprawnych (współautorzy: Tomasz Zalasiński, Piotr Najbuk), Warszawa: Polskie Forum Osób Niepełnosprawnych, 2013, ISBN 978-83-934642-7-2.
- Instytucje prawa administracyjnego (współautor), 2015, ISBN 978-83-255-9532-6.
- Imperium tekstu: prawo jako postulowanie i urzeczywistnianie świata możliwego, Warszawa: Wydawnictwo Naukowe Scholar, 2019, ISBN 978-83-7383-997-7.
- Jak wychować rapera. Bezradnik, Kraków: Znak, 2021, ISBN 978-83-240-6309-3.
- Tajne państwo z kartonu. Rozważania o Polsce, bezprawiu i niesprawiedliwości, Znak, 2022, ISBN 978-83-240-6613-1 (zbiór publikowanych wcześniej felietonów).
- Kraj, w którym umrę, Kraków: Znak, 2023, ISBN 978-83-240-6731-2.